# Potito
El Potito (né Antonio Vargas Cortés en 1976 à Séville) est un chanteur de flamenco espagnol et nouveau chanteur de flamenco,, fils du chanteur, danseur et guitariste Changuito. 

## Biographie
Potito a été salué comme « un jeune chanteur à suivre les traces d'El Camaron ». Bernard Leblon a déclaré qu'il avait une « voix prodigieuse capable de frapper des notes incroyablement hautes [et] était une sensation nocturne dans le monde du flamenco ». 
Enfant, à l'âge de dix ans il a commencé à jouer, à chanter et à danser le flamenco sur les bateaux de tourisme sur le Guadalquivir. Adolescent, il a collaboré avec des artistes de renom tels que Paco de Lucía (pour Zyryab). En 1996, il avait déjà publié deux albums en collaboration avec Vicente Amigo (dont Amoralí)  et d'autres. Depuis, il a participé à de nombreuses représentations internationales, notamment avec Joaquín Cortés et Sara Baras, et est chanteur dans le groupe Tomatito. Au total, il a sorti six albums, dont le dernier est Macandé.

## Discographie
- Le Guide approximatif du flamenco (1997, World Music Network )